# Tricheurois cuprina
Tricheurois cuprina är en fjärilsart som beskrevs av Moore 1881. Tricheurois cuprina ingår i släktet Tricheurois och familjen nattflyn. Inga underarter finns listade i Catalogue of Life.